# Титан (елемент)
Вижте пояснителната страница за други значения на Титан.
Титанът е химичен елемент с означение Ti, преходен метал от 4 група в периодичната таблица и атомно число 22. Температурата на топене е 1668 °C. Плътността е 4,5 g/cm³. Титанът е лек, як, блестящ, устойчив на корозия (вкл. устойчив към морска вода и хлор) преходен метал с бял сребрист метален цвят. Титанът се използва за яки леки сплави (най-често с желязо и алуминий), а най-често срещаното му съединение, титановият диоксид, се използва в бели багрила (пигменти).
Титанът е бил открит в Англия от начинаещия геолог пастор Уилям Грегор, а е наречен на титаните от гръцката митология от германския химик Мартин Хайнрих Клапрот.
Елементът се намира в състава на много минерални съединения, основно рутил и илменит, които са често срещани в земната кора и литосфера, и може да се намери в почти всички живи организми, скали, водни басейни и соли. Металът се добива от рудата, в която природно се среща, основно чрез два процеса – „Крол“ и „Хънтър“. Най-често срещаното съединение на титана – титанов диоксид, служи за производство на бял пигмент. Други съединения, като титановия тетрахлорид (TiCl4), се използва при производството на димки и при оформянето на фигури от дим в небето при въздушната акробатика и като катализатор. Титановият трихлорид (TiCl3) се използва като катализатор при производството на полипропилен.
Двете най-използвани свойства на титана са неговата устойчивост на корозия и високото съотношение якост/тегло (най-високото спрямо всички останали метали). В чист вид без примеси титанът има якостта на някои стомани, но е с 45% по-лек от тях. Съществуват две алотропни форми и пет естествени изотопа на елемента – от 46Ti до 50Ti, като най-често срещан е 48Ti (73,8%). Химичните и физични свойства на титана са много сходни с тези на циркония.
Титановите минерали са доста разпространени – титанът е седмият най-разпространен метал в земната кора (0,4%), след алуминия (8,13%), желязото (5%), калция (3,63%), натрия (2,83%), калия (2,59%) и магнезия (2,09%), но само ограничени количества се използват в индустрията. В чисто състояние титанът е сребристо-бял блестящ метал. Металът има ниска плътност, добра здравина, лесно се произвежда и има отлична корозионна устойчивост. Гори във въздушна среда и е единственият елемент, който гори в азотна среда. Използва се и при фойерверките.
Непрекъснатият стремеж към по-добра ефективност, включващ работа при по-високи температури, налягания и скорости, заедно с необходимостта в някои приложения за пълна надеждност на съоръженията, е причината за нарастващата употреба на титана в много сфери на индустрията и осигуряването му за бъдещето.

## История
Титанът е бил открит в Корнуол, Англия през 1791 г. от Уилям Грегор. Той видял наличието на непознат дотогава елемент в минерала илменит (FeTiO3), когато открил черен пясък близо до поток и забелязал, че пясъкът реагира на магнитно поле. Анализът на пясъка показал наличието на два метални оксида: железен оксид (обяснявайки реакцията към магнита) и 45,25% бял метален оксид, който той не успява да разпознае. Грегор го нарича манаканит, и осъзнавайки, че непознатият оксид съдържа метал, неотговарящ на свойствата на никой от познатите елементи, съобщава за откритието си на Кралското геологическо общество в Корнуол и на германското научно списание Crell’s Annalen.
Приблизително по същото време Франц Йозеф Мюлер достига до подобна субстанция и не успява да я разпознае. Същият оксид е открит от Мартин Хайнрих Клапрот независимо от другите през 1795 г. в рутил, добит в Унгария. Клапрот установил, че оксидът съдържа нов елемент и го кръщава на титаните от гръцката митология. След като разбира за по-ранното откритие на Грегор, той се сдобива с проба от манаканит и потвърждава, че тя съдържа титан.
Чист титан (99,9%) е добит за пръв път през 1910 г. от Матю А. Хънтър чрез загряване на TiCl4 с натрий в стоманен котел при 700 – 800 °C чрез процеса „Хънтър“. Все пак титанът не е бил употребяван извън лаборатория до 1946 г., когато Уилям Джъстинк Крол доказва, че е възможно производството му с търговска цел чрез редуциране на титановия тетрахлорид с магнезий. Този процес по-късно е наречен „процес на Крол“. Въпреки че впоследствие са открити по-ефикасни и евтини процеси за производство, „процесът на Крол“ все още се използва при масовото производство на титан.
Титан с много висока чистота, но в малки количества, е бил добит, когато Антон Едуард ван Аркел и Жан Хендрик де Боер откриват „йодния процес“ през 1925 г., предизвиквайки реакция с йод и разделяйки получените в процеса изпарения.
Между 1950 – 1960 г. в Съветския съюз за първи път се използва титан за военни цели като част от проекти, свързани със Студената война (основно строеж на подводници, като има само една завършена – К-222 по проект 661 „Анчар“, държаща рекорда за скорост дотогава, и самолети). Осъзнавайки стратегическата важност на метала, Министерството на отбраната на САЩ насърчава в ранен стадий производството му за търговски цели. По време на Студената война той е бил считан за стратегическа суровина от правителството и големи количества от него са били съхранявани в Националния резерв на САЩ, като събраните там количества са били окончателно изчерпани през 2005 г. Днес най-големият производител на титан е руската фирма „ВСМПО-Ависма“, която държи приблизително 29% от световния пазар на метала. През 2006 г. МО на САЩ финансира с $5,7 милиона консорциум от две компании, за да разработят процес за преработка на титан в метален прах. В такава форма след нагряване и при високо налягане прахът може да се използва за изработката на много здрави и леки изделия, като различни брони, компоненти за въздухоплавателната и транспортната сфера, а също така и за различни процеси в химичната промишленост.

## Основни свойства
Плътността на титана (4,51 g/cm³) e по средата между тази на леките сплави, базирани на алуминий и магнезий, и тези, базирани на желязо и никел. В сплав той запазва полезна якост при температури значително по-високи от тези, считани за безопасни за повечето конвенционални леки сплави, а оттук следва, че е привлекателен метал за приложения, изискващи голяма специфична якост при температури от отрицателни до 600 °C. Наличните сплави издържат на сила на опън до около 1400 MPa, което е сравнимо с много от качествените конструкционни стомани.
Друга важна характеристика на титана е неговата устойчивост на корозия в голям диапазон от природни и химични среди, и е особено устойчив на корозивни язви и на счупване поради корозия.
Комбинацията от голяма якост, ниска плътност и корозионна устойчивост са причините, които водят до нарастващата употреба на титана през последните 40 години в различни индустрии като аерокосмическата, химическата, нефтопреработващата, добива на нефт и природен газ извън сушата, производството на електроенергия, обезсоляването, общото инженерство и медицината. Той вече не се счита за нов или необикновен метал, използван единствено в авио- и космическите приложения, а като перспективен материал с високи експлоатационни качества, достъпен за конструкторите.

## Физични характеристики
Титанът е лек и здрав метал с много високо съотношение между якост и тегло, с ниска плътност и доста ковък (особено в безкислородна среда). Титанът, произвеждан за търговски цели (99,2% чистота), е с якост на опън около 434 MPa, което е съпоставимо с това на някои стомани, но теглото на метала е с 45% по-ниско. Титанът е с 60% по-тежък от алуминия, но два пъти по-як. Някои определени титанови сплави (напр. Beta C) достигат якост на опън 1380 MPa. Трябва да се има предвид, че титанът губи част от якостните си характеристики при загряване над 430 °C.
Титанът е сравнително твърд (макар и не колкото някои видове термообработени стомани), не се намагнитва и е слаб проводник на топлина и електричество. Подобно на стоманените изделия, тези произведени от титан имат висок праг на умора на метала, което гарантира дълготрайната им употреба.
При този метал се наблюдава диморфна алотропия. При стайна температура той е с хексагонална кристална решетка, която се променя в обемно-центрирана кубична при температури над 882 °C. По подобие на циркония и хафния, титанът може да премине към трети вид кристална решетка, която при високи налягания е термодинамично стабилна. Тя може да бъде хексагонална или тригонална. Модулът на еластичност (модулът на Юнг) е Е = 116 GPa.

## Химични характеристики
Основната отличителна черта на титана е превъзходната му устойчивост на корозия, която е почти толкова висока като на платината, и е способен да устои на въздействие от киселини, хлорни изпарения и солни разтвори. Чистият титан не е разтворим във вода, но е разтворим в някои концентрирани киселини. Той образува пасивен и защитен оксиден слой (който води до корозоустойчивостта) при излагането му на високи температури във въздушна среда. При стайна температура не потъмнява. При формирането на материала защитният слой е с дебелина едва 1 – 2 nm, но продължава да расте постепенно, достигайки 25 nm за четири години.
Титанът гори във въздушна среда, ако е загрят до 1200 °C и в кислородна среда при 610 °C. Също така той е сред малкото елементи, горящи в чисто азотна среда (при 800 °C), формирайки титанов нитрид (TiN).
Титанът е устойчив на слабо концентрирани сярна и хлороводородна киселина, а също така на хлор, хлорни разтвори и повечето органични киселини.

## Извличане и производство
Процесът на производство на титан има 4 основни фази: а) извличане на метала от рудата и преобразуването му в т. нар. „гъба“; б) стопяване на гъбата и евентуалните примеси за получаване на слитък; в) изливане на слитъка в определени стандартни форми, като плочи, листове, тръби или пръти; г) вторична преработка за получаване на завършения продукт.
Поради свойството си да реагира с кислорода при високи температури, металът не може да бъде произведен чрез редуциране на неговия диоксид. По тази причина се произвежда чрез процеса на Крол, който е значително скъп и трудоемък, а също така по време на производството се консумира друг скъп метал – магнезий, което допълнително оскъпява производството. При процеса оксидът се преобразува в титанов тетрахлорид (TiCl4) чрез подаване на хлорен газ към нажежена рутилна или илменитна руда в присъствие на въглерод. След това следва пречистване и концентриране, като се използва нагрят до 800 °C магнезий в среда от аргон.
В последно време процесът на Крол все по-често се заменя с процес, разработен от екип от университета в Кембридж. Той използва прах от титанов диоксид като изходен материал. Титановият диоксид се извлича от минерала рутил. При нужда да се получат титанови сплави се добавя съответно прах от други вещества. Процесът значително облекчава производството на материала и навлиза все повече в продукти, които са използвали различни стомани или алуминий.

## Приложение
Титанът много често се използва в сплав с различни метали като алуминий, ванадий, мед, желязо, манган, молибден. Детайли и изделия от титанови отливки намират широко приложение в авиационната, космическата индустрия и корабостроенето. Също така титанов прах се използва в пиротехниката като източник на ярко светещи частици.
Около 95% от добития титан в световен мащаб се използва под формата на титанов диоксид (TiO2), който е яркобял постоянен пигмент, използван при производството на хартия, бои, пасти за зъби, цимент, пластмаси, скъпоценни и полускъпоценни камъни. Използва се и за увеличаване на здравината на изделия от въглеродни нишки като тенис ракети, рибарски прътове и стикове за голф.
Боята с титанов дихлорид в състава си е значително по-устойчива на високи температури, донякъде е със самопочистващи свойства и е слабо податлива на влияния от морска среда.
Благодарение на високото си съотношение якост/тегло, отличната си корозоустойчивост и свойството му да бъде подлаган на високи температури без да се деформира, титанът се използва във въздухоплавателната индустрия.
Титанови елементи се срещат и в автомобилната индустрия, по-специално при състезателните мотори и автомобили поради здравината си и малкото тегло. В масовото производство на автомобили обаче не намира приложение (освен при продуктите от най-висок клас) заради високата си цена.

Титанът се използва при тенис ракети, стикове за голф, рамки и компоненти за велосипеди. През 1999 г. на пазара е пуснат чук с глава от титан, който поради по-ниската си тежест е с по-дълга дръжка, което увеличава скоростта на удар и силата, прилагана върху пирона. В същото време откатът върху ръката, държаща чука, е намален до 3% (за сравнение откатът при стандартните стоманени чукове е около 27%). В последно време от титан се произвеждат все повече туристически продукти поради ниската им тежест и висока издръжливост. Също така при конните състезания могат да се срещнат коне с подкови от титан.

Заради издръжливостта си титанът се използва все по-масово от бижутерите. Друго приложение е за направата на корпуси за часовници и рамки за очила, които не предизвикват алергична реакция на кожата.
Титанът често се използва и в архитектурата. 4-метровият паметник на Юрий Гагарин в Москва е направен от титан заради атрактивния цвят на метала и връзката му с космическите технологии.
Не на последно място детайли от титан се използват като заместители на традиционно стоманени компоненти в оръжейната индустрия, например барабани на револвери или пистолетни рами.
Титанът се използва и в медицината. Заради биосъвместимостта си той не е токсичен и не се отхвърля от организма. Титанът се използва при изработката на заместители на стави и зъбни импланти, които могат да прекарат в организма без външна намеса над 30 години. Благодарение на неферомагнитните си свойства такива протези не пречат при извършването на изследвания с ЯМР.

## Мерки за безопасност
Титанът е нетоксичен дори в големи дози и не влияе на човешкия организъм. Средно 0,8 милиграма титан е поглъщан от човек всеки ден, но по-голямата част преминава през организма без да бъде абсорбиран. Една от характерните му особености обаче е, че е склонен да се натрупва в тъкани, съдържащи силициев диоксид.
Неизследван механизъм при растенията използва титанови молекули за производството на въглехидрати и за стимулиране на растежа. Това обяснява факта, че повечето от растенията съдържат 1 ppm (части на милион) титан в себе си, хранителните растения – 2 ppm, а растения като хвоща и копривата – около 80 ppm.
Малки частици титан във въздушна среда са пожароопасни и при загряване могат да предизвикат експлозия. Титанът е склонен към самовъзпламеняване в случаи, когато чиста, неоксидирана титанова повърхност влезе в досег с течен кислород. Такива повърхности могат да се появят, ако твърд обект се удари в оксидирана повърхност или пукнатина наруши целостта на определен елемент. Това налага ограничения на метала в приложения, имащи досег с течен кислород.